# 나가는 곳 번호

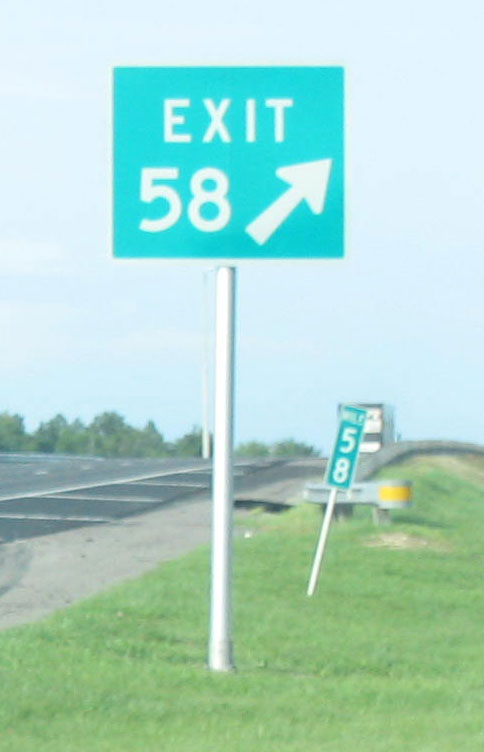

나가는 곳 번호 또는 출구 번호(Exit number)는 도로 교차로에 할당된 번호로, 일반적으로 고속도로 출구이다. 일반적으로 출구 목적지와 동일한 표지판에 표시되어 있다. 미국 등 일부 국가에서는 고어의 표지판에도 표시되어 있다.
나가는 곳 번호는 일반적으로 주(state) 경계선과 같은 정치적 경계선에서 재설정된다.
일부 고속도로가 아닌 곳에서는 나가는 곳 번호를 사용한다. 일반적으로 이는 고속도로 표준에 따라 건설된 시골 도로이며 실제 출구에만 번호가 매겨져 있거나 평면 교차로에도 번호가 매겨져 있다. 이에 대한 극단적인 사례는 뉴욕시인데, 그랜드 컨코스(Grand Concourse)와 린든 블러버드(Linden Boulevard)에는 교차로당 하나씩 순차적 번호가 부여되었다(두 대로 모두 2011년 기준 더 이상 나가는 곳 번호가 없습니다). 이것의 더 온화한 버전은 최근 뉴욕의 웨스트사이드(West Side) 고속도로에서 사용되었으며, 주요 교차로에만 번호가 매겨져 있다(아마도 취소된 웨스트웨이(Westway) 고속도로의 계획된 출구와 일치하기 위해). 또 다른 사례는 브리티시컬럼비아 주 너나이모에 있는 너나이모 파크웨이(Nanaimo Parkway)로, 19번 고속도로를 지나며 모든 출구에 번호가 매겨져 있지만 하나를 제외하고 모두 평면 교차로이다. 너나이모 외곽의 19번 고속도로에 있는 다른 교차로에도 번호가 부여되어 있다.
운전자를 교육하는 수단으로 일부 주 고속도로 지도에는 출구 번호 체계에 대한 간략한 설명이 삽입되어 있다. 1970년대와 1990년대의 아이오와 DOT 지도에는 이정표의 사진이나 그림이 포함되어 있으며 아이오와가 지도의 인터체인지 근처에 이정표 참조를 어떻게 포함했는지 간략하게 설명했다.

## 같이 보기
- 선형 참조